# Joan Finney
Joan Marie Finney (de soltera McInroy ; 12 de febrero de 1925 - 28 de julio de 2001) fue una política estadounidense que se desempeñó como 42.º gobernadora de Kansas entre 1991 y 1995. Antes de su mandato como gobernadora, Finney cumplió cuatro mandatos como tesorera del estado de Kansas, de 1975 a 1991. Fue la primera mujer en ocupar esos dos cargos.

## Primeros años de vida
Finney nació como Joan Marie McInroy en Topeka. Era hija de Leonard y Mary Sands McInroy. Su padre abandonó a la familia poco después de su nacimiento. McInroy se graduó de la escuela secundaria en Manhattan, Kansas en 1942. En 1957, se casó con Spencer Finney, Jr. Los Finney tuvieron tres hijos: Sarah "Sally" Finney Timm, Richard Finney y Mary Finney Holladay. En 1978, se graduó de la Universidad Washburn con una licenciatura en historia económica.

## Carrera política temprana
De 1953 a 1969, Finney formó parte del personal del senador republicano estadounidense Frank Carlson. De 1970 a 1972, se desempeñó como Comisionada de Elecciones del Condado de Shawnee. En 1972, fue candidata sin éxito en las primarias republicanas para un escaño en la Cámara de Representantes de Estados Unidos en el 2.º distrito congresional de Kansas.
También se desempeñó como asistente especial del alcalde de Topeka, Bill McCormick, de 1973 a 1974.
Después de cambiar su afiliación política de republicana a demócrata, Finney se desempeñó como tesorera del estado de Kansas de 1975 a 1991. Fue la primera mujer en ocupar ese cargo. 

## Gobernadora de Kansas
En las primarias demócratas de 1990 para la gobernación de Kansas, Finney derrotó al exgobernador John W. Carlin. Luego derrotó al actual gobernador republicano Mike Hayden en las elecciones generales, convirtiéndose en la primera mujer en la historia de Estados Unidos en derrotar a un gobernador en ejercicio en una elección general.
Además de ser la primera gobernadora del estado de Kansas, Finney fue la primera persona católica en ocupar el cargo. Era conocida por sus posturas a favor de los nativos americanos y fue una de las pocas gobernadoras demócratas antiabortistas de su tiempo.
Finney cumplió sólo un mandato como gobernadora y se retiró después de las elecciones de 1994.

## Post-gobernación
En 1996, Finney se postuló para el Senado de los Estados Unidos. Fue derrotada en las primarias demócratas por Jill Docking, quien obtuvo el 74% de los votos en las primarias, y posteriormente perdió las elecciones generales ante el representante estadounidense Sam Brownback.
Finney murió en 2001 por complicaciones de cáncer de hígado en el Hospital St. Francis en Topeka. Está enterrada en el cementerio Mount Calvary en Topeka.